# Лаодіка
Лаодіка (грец. Λαοδίκη) — дочка Пріама й Гекаби, кохана Акаманта, сина Тесея, мати Муніта, після смерті якого померла з туги. За іншою версією, Лаодіку проковтнула земля, коли вона намагалася втекти після захоплення Трої;
Лаодіка — дочка Агамемнона і Клітемнестри, що виступає в трагедіях під ім'ям Електри.